# Association of Vineyard Churches
Pour les articles homonymes, voir Vineyard.
L'Association of Vineyard Churches est une association chrétienne évangélique internationale d'églises non confessionnelles.  

## Histoire
L’association Vineyard a ses origines dans la fondation d’une église Calvary Chapel par Kenn Gulliksen et sa femme Joanie, membres de Calvary Chapel Costa Mesa, en 1974, à Los Angeles aux États-Unis. En 1975, l’église est renommée « Vineyard Fellowship » . En 1977, John Wimber, un pasteur évangélique et enseignant sur la croissance de l'église, a fondé une église Calvary Chapel à Yorba Linda en Californie  , . L'enseignement de Wimber sur la guérison et le ministère du Saint-Esprit a conduit à certains conflits avec l'association Calvary Chapel. Lors d'une réunion avec les dirigeants Calvary Chapel, il a été suggéré que l'église de Wimber cesser d'utiliser le nom de Calvary Chapel. En 1982, l'église a pris le nom d’Anaheim Vineyard Christian Fellowship. En 1982, 8 églises fondent l'Association of Vineyard Churches.  En 2004, l'association était présente dans 70 pays du monde et compte 1 500 églises membres  ,.

## Statistiques
Selon un recensement de l'union, elle aurait en 2022, 2,400 églises dans 95 pays .

## Vineyard Music
En 1982, le label Vineyard Music est fondé . Vineyard Records est le label anglais créé par l'église Vineyard.

## Controverses
En 1994, une église Vineyard de Toronto au Canada a été critiquée par des dirigeants chrétiens pour la promotion de manifestations physiques du Saint-Esprit, comme le rire hystérique, les bruits d’animaux et les tremblements qu’elle attribue au Saint-Esprit.  En 1995, l’église de Toronto a été excommuniée de Vineyard pour avoir délaissé les croyances bibliques .